# Syndrome de Waardenburg type 1
Le syndrome de Waardenburg type 1 est une maladie génétique associant des anomalies de l'audition et de la pigmentation.
La surdité est une surdité de transmission congénitale, uni ou bilatérale, ne s'aggravant pas dans la vie. Cette surdité atteint 60 % des individus porteurs du syndrome de Waardenburg type 1, mais elle est le plus souvent bilatérale et profonde (>100 dB).

Les troubles de la pigmentation atteignent l'iris, la peau et les cheveux. La majorité des individus atteint ont soit des cheveux gris avant 30 ans ou une mèche de cheveux blanches. La mèche de cheveux atteint 45 % des syndromes de Waardenburg type 1 et est l'anomalie pigmentaire la plus fréquente. Les troubles pigmentaires de l'iris sont variés. La leucodermie atteint fréquemment la face, le tronc et les membres.